# Bad Harzburg
La ciudad alemana de Bad Harzburg (pronunciación en alemán: /baːt ˈhaʁt͡sˌbʊʁk/ⓘ) se encuentra en el distrito de Goslar (Baja Sajonia). La ciudad se encuentra en las inmediaciones de la sierra del Harz y es conocida por ser un balneario.

## Cultura y Turismo

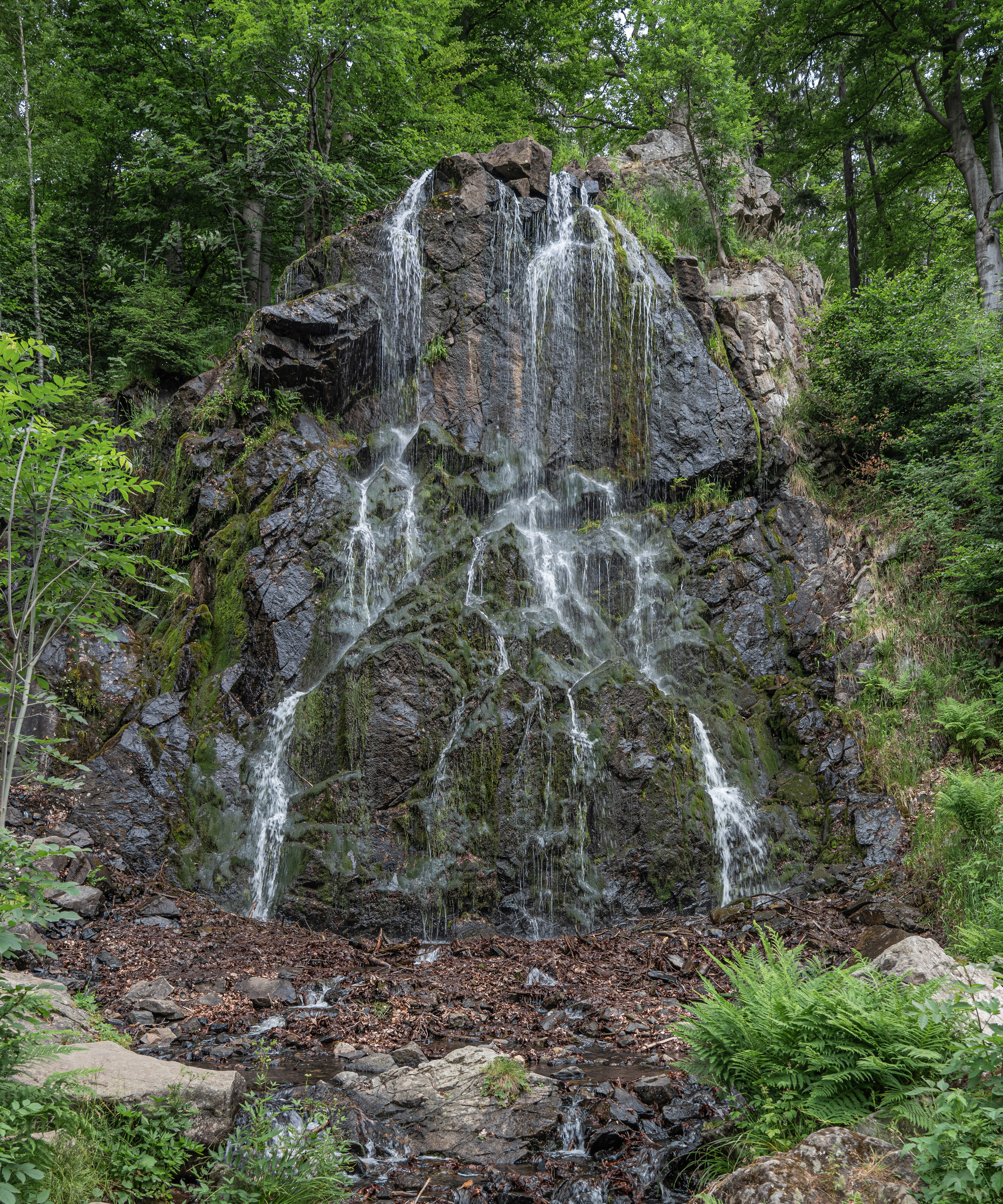
Künstl. Radau-Wasserfall.

### Museos
- Haus der Natur (Exposición permanente: Harzwald)
- Museum en el Remise

### Edificios de Interés
- Bündheimer Schloß
- Burgbergseilbahn (s. u.)
- Historische Fachwerkbauten
- Historische Wandelhalle
- Jungbrunnen in der Stadtmitte
- Kreuz des deutschen Ostens
- Iglesia Luterana con un Sauer-Orgel
- Catarata del (Radau)
- Ruine der Harzburg

### Parques
- Badepark
- Kurpark
- Schlosspark
- Stadtpark (antiguamente Casinopark)

## Personalidades

### Ciudadanos
- 1895 Otto von Bismarck (1815-1898), Reichskanzler

### Hijos e hijas de la Ciudad
- Johann Christoph Lüders (1803-1872), Pionero de la Industria y Político
- Conrad Willgerodt (1841-1930), Químico
- Waldemar Koch (1880-1963), Politiker
- Manfred Schmidt (1913-1999), Comic-Zeichner
- Eberhard Fiebig (* 1930), Escultor Bildhauer
- Hannsjörg Voth (* 1940), Artista
- Thomas Zacharias (* 1947), Atleta
- Heinz Hoenig (* 1951), actor de cine
- Frithjof Schmidt (* 1953), político
- Klaas Hübner (* 1967), político
- Lars Fuchs (* 1982), futbolista